# Ora della Terra

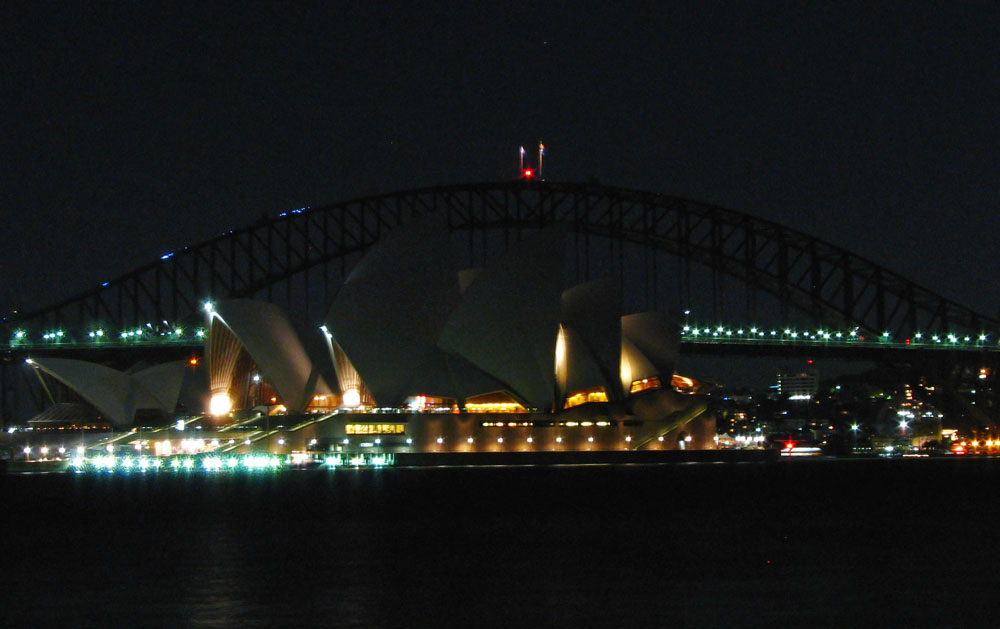
Sydney Harbour Bridge e Opera House con le luci spente durante l'ora della Terra del 2007.

Ora della Terra (Earth Hour in inglese) è un evento internazionale ideato e gestito dal WWF che ha l'obiettivo di richiamare l'attenzione sulla necessità urgente di intervenire sui cambiamenti climatici in corso mediante un gesto semplice, ma concreto: spegnere la luce artificiale per un'ora nel giorno stabilito.
Il risparmio energetico che ha come effetto minori emissioni di anidride carbonica, uno dei gas serra (responsabili dell'effetto serra) ha lo scopo di sollevare l'attenzione dell'opinione pubblica sul tema del riscaldamento globale attuale. L'evento è anche mirato a ridurre l'inquinamento luminoso e nel 2008 è coinciso con l'inizio della National Dark Sky Week (settimana nazionale del cielo buio) negli Stati Uniti.
Nel 2014 l'evento globale ha coinvolto 7.000 città in 163 paesi e hanno aderito due miliardi di persone. Nel 2009 l'Ora della Terra si è svolta il 28 marzo dalle 20:30 alle 21:30 e vi hanno aderito 4.000 tra città e municipalità. Il WWF mirava a coinvolgere almeno 1.000 città e un miliardo di persone.

## L'iniziativa
L'iniziativa è nata in Australia, promossa dal World Wide Fund for Nature Australia (WWF), gruppo ambientalista, e dal Sydney Morning Herald. La prima Ora della Terra si è svolta a Sydney, in Australia, tra le 19:30 e le 20:30 del 31 marzo 2007; l'Ora della Terra del 2007 ha tagliato i consumi energetici di Sydney, durante quell'ora, dal 2,1% al 10,2%, con una partecipazione di circa 2,2 milioni di persone. L'Ora della Terra 2008 ha segnato il primo anniversario dell'evento, con molti singoli e anche intere città in tutto il mondo che hanno partecipato all'iniziativa. In Italia è stato spento il Colosseo, a Roma, e il municipio di Venezia (Ca' Farsetti).

## Ora della Terra 2008

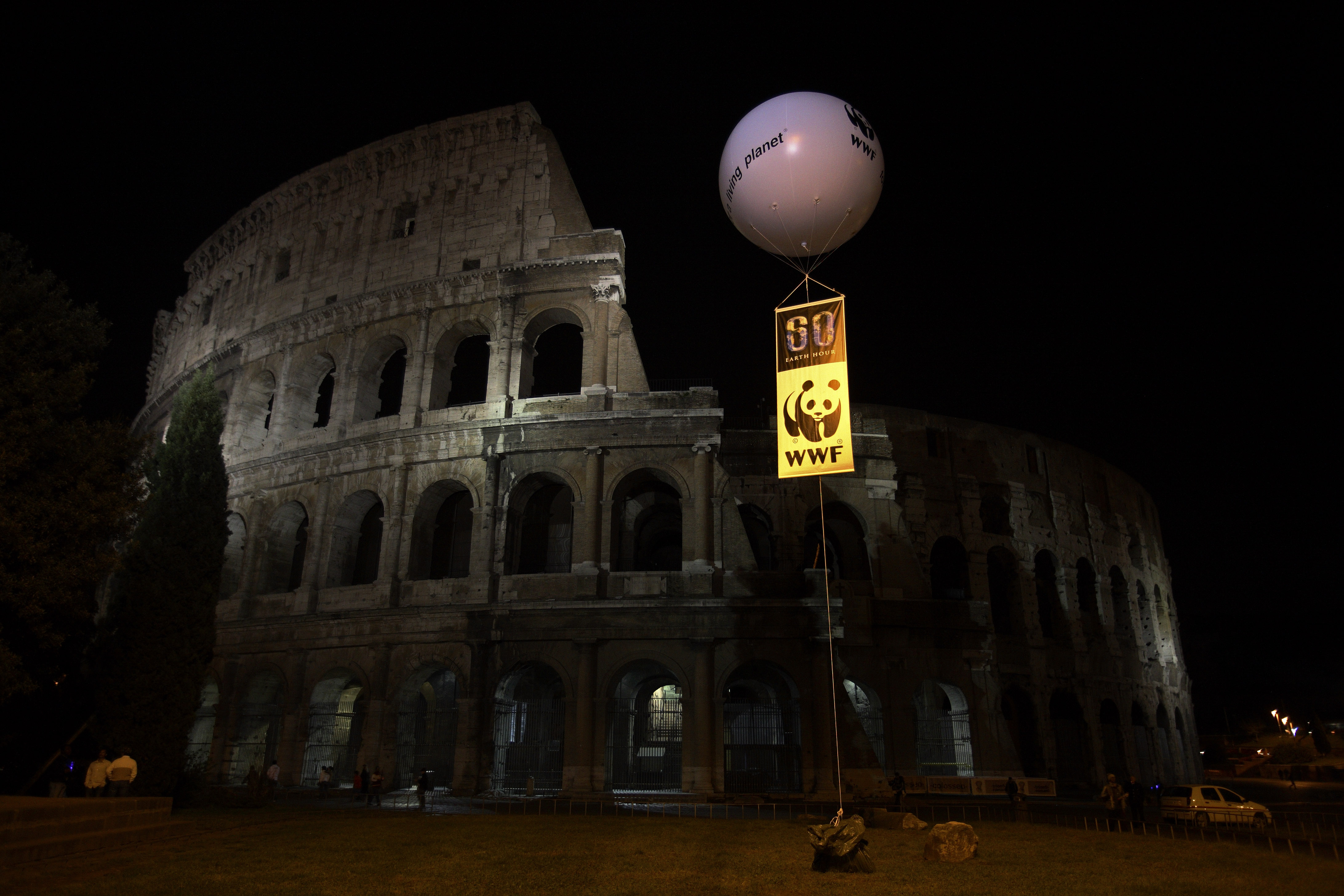
Colosseo Roma 2008

La città di Sydney e il suo sindaco, Clover Moore hanno fatto sì che l'edizione del 2008, avvenuta il 29 marzo, divenisse un evento internazionale. Il sito ufficiale dell'Earth Hour ha confermato che oltre 286.000 persone e 20.000 aziende hanno firmato in favore dell'evento alle ore 13:00 GMT.
Secondo dati del 27 marzo, più di 11.900 imprese e 200.000 singoli si sono registrati per segnalare la propria intenzione a partecipare.

### Partecipanti

#### Google
Ora della Terra ha ricevuto l'appoggio del motore di ricerca Google. Da mezzogiorno del 29 marzo 2008 fino alla fine della giornata, la homepage di Google negli Stati Uniti, in Canada, in Irlanda e nel Regno Unito è stata resa su fondo nero. La frase che si poteva leggere sullo schermo era "We've turned the lights out. Now it's your turn - Earth Hour." ("Noi abbiamo spento le luci. Ora tocca a voi - Ora della Terra"). Sul proprio sito, Google ha spiegato che tutti dovrebbero spegnere le luci dalle 20:00 alle 21:00 secondo le varie ore locali. Secondo il sito:

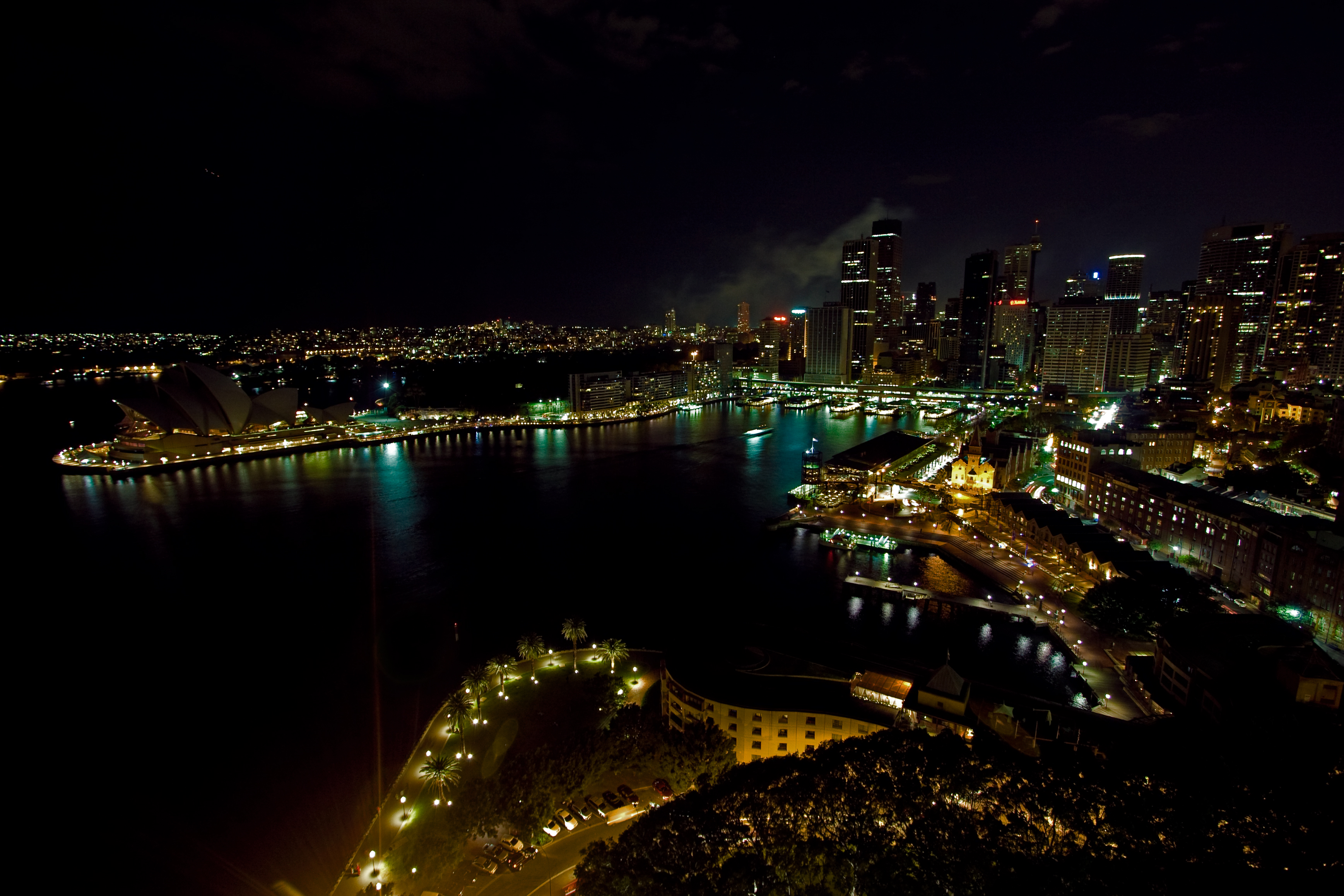
Sydney durante Ora della Terra 2008

Sabato 29 marzo 2008, "Ora della Terra" invita tutta la popolazione mondiale a spegnere le proprie luci per un'ora, dalle 20:00 alle 21:00 secondo il proprio fuso orario. In questa giornata, molte città in tutto in mondo — Copenaghen, Chicago, Melbourne, Dubai e Tel Aviv — sosterranno eventi per mostrare il loro impegno a risparmiare energia.
Dato l'impegno della nostra compagnia nelle cause ambientali e per l'efficienza energetica, sosteniamo fortemente la campagna "Ora della Terra", e pertanto abbiamo reso scura la nostra homepage per tutta la giornata, per mostrare ciò che speriamo possa essere un successo mondiale.»

#### Canali TV
The Weather Network ha spostato gli studi televisivi all'esterno tra le 20 e le 21 EDT per "Ora della Terra", utilizzando solo una luce LED durante tutto il lasso di tempo.

#### Città partecipanti
"Ora della Terra" 2008 ha unito 370 città:.
Asia
- Bangkok, Thailandia
- Madinat al-Kuwait, Kuwait
- Manila, Filippine
- Tel Aviv, Israele

Europa
- Aalborg, Danimarca
- Århus, Danimarca
- Copenaghen, Danimarca
- Dublino, Irlanda
- Odense, Danimarca
- Roma, Italia
- Venezia, Italia

Nord America
- Atlanta, Stati Uniti
- Chicago, Stati Uniti
- Montréal, Canada
- Ottawa, Canada
- Phoenix, Stati Uniti
- Studio City, Stati Uniti
- San Francisco, Stati Uniti
- Toronto, Canada
- Vancouver, Canada

Oceania
- Adelaide, Australia
- Brisbane, Australia
- Canberra, Australia
- Christchurch, Nuova Zelanda
- Darwin, Australia
- Hobart, Australia
- Lautoka, Figi
- Melbourne, Australia
- Perth, Australia
- Suva, Figi
- Sydney, Australia

Sud America
- Bogotà, Colombia
- Santa Cruz de la Sierra, Colombia

#### Città sostenitrici
Altre città e regioni che hanno sostenuto l'evento:
Africa
- Città del Capo, Sudafrica

Asia
- Ahmedabad, India
- Bangalore, India
- Chandigarh, India
- Chennai, India
- Dubai, Emirati Arabi Uniti
- Giacarta, Indonesia[7]
- Hong Kong, Cina
- Karachi, Pakistan
- Kuala Lumpur, Malaysia
- Kuwait City, Kuwait
- Lahore, Pakistan
- Makati City, Filippine
- Nuova Delhi, India
- Pasay City, Filippine
- Pune, India
- Seul, Corea del Sud
- Singapore, Singapore

Europa
- Baia Mare, Romania[8]
- Birmingham, Regno Unito
- Breslavia, Polonia
- Budapest, Ungheria[9]
- Cardiff, Regno Unito
- Chișinău, Moldavia
- Egina, Grecia
- Exeter, Regno Unito
- Ginevra, Svizzera
- Gniezno, Polonia
- Londra, Regno Unito
- Lugoj, Romania
- Örebro, Svezia
- Parigi, Francia
- Pécs, Ungheria
- Ponta Delgada, Azzorre
- Poznań, Polonia
- Roma, Italia
- Sighetu Marmației, Romania[8]
- Sofia, Bulgaria
- Southampton, Regno Unito
- Timișoara, Romania
- Trondheim, Norvegia[10]
- Varsavia, Polonia
- Venezia, Italia

Nord America
- Provincia di Alberta, Canada
- Arlington, Stati Uniti d'America
- Asbury Park, Stati Uniti d'America
- Baltimora, Stati Uniti d'America
- Boise, Stati Uniti d'America
- Bradley Beach, Stati Uniti d'America
- Bridgeport, Stati Uniti d'America
- Brisbane, Stati Uniti d'America
- Burbank, Stati Uniti d'America
- Charlotte, Stati Uniti d'America
- Chicago, Stati Uniti d'America
- Città del Messico, Messico
- Columbia, Stati Uniti d'America
- Provincia della Columbia Britannica, Canada
- Concord, Stati Uniti d'America
- Denver, Stati Uniti d'America
- Falmouth, Stati Uniti d'America[11]
- Glendale, Stati Uniti d'America
- Hamilton, Bermuda
- Harmony, Stati Uniti d'America
- Highland Park, Stati Uniti d'America
- Homer Glen, Stati Uniti d'America
- Honolulu, Stati Uniti d'America
- Houston, Stati Uniti d'America
- Provincia dell'Isola del Principe Edoardo, Canada
- Joplin, Stati Uniti d'America
- Kansas City, Stati Uniti d'America
- Kissimmee, Stati Uniti d'America
- La Grange, Stati Uniti d'America
- La Plata, Stati Uniti d'America
- Lusby, Stati Uniti d'America
- Manhattan, Stati Uniti d'America
- Provincia di Manitoba, Canada
- Martha's Vineyard, Stati Uniti d'America
- Matawan, Stati Uniti d'America
- Miami, Stati Uniti d'America
- Minneapolis, Stati Uniti d'America
- Muskegon, Stati Uniti d'America
- New York, Stati Uniti d'America
- Norman, Stati Uniti d'America
- Northampton, Stati Uniti d'America
- Territori del Nord-Ovest, Canada
- Provincia di Nuova Scozia, Canada
- Provincia di Nuovo Brunswick, Canada
- Territorio di Nunavut, Canada
- Ocean City, Stati Uniti d'America
- Provincia dell'Ontario, Canada
- Opelika, Stati Uniti d'America
- Contea di Orange (California), Stati Uniti d'America
- Pasadena, Stati Uniti d'America
- Pittsburg, Stati Uniti d'America
- Portland, Stati Uniti d'America
- Provincia del Québec, Canada
- Roswell, Stati Uniti d'America
- Saginaw, Stati Uniti d'America
- St. Louis, Stati Uniti d'America
- San Clemente, Stati Uniti d'America
- San Francisco, Stati Uniti d'America
- San Juan, Porto Rico
- Provincia di Saskatchewan, Canada
- Spokane, Stati Uniti d'America
- Seattle, Stati Uniti d'America
- Springfield, Stati Uniti d'America
- Studio City, Stati Uniti d'America
- Tampa, Stati Uniti d'America
- Provincia di Terranova e Labrador, Canada[12]
- Tulsa, Stati Uniti d'America
- Virginia Beach, Stati Uniti d'America
- Washington, Stati Uniti d'America
- Wentzville, Stati Uniti d'America
- West Hollywood, Stati Uniti d'America
- Wilmington, Stati Uniti d'America
- Wisconsin, Stati Uniti d'America
- Territorio di Yukon, Canada

Oceania
- Auckland, Nuova Zelanda
- Wellington, Nuova Zelanda

Sud America
- Buenos Aires, Argentina
- Belize, Belize
- Caracas, Venezuela
- Città del Guatemala, Guatemala
- Curitiba, Brasile
- Montevideo, Uruguay
- Quito, Ecuador
- San Paolo, Brasile
- Santiago, Cile

### Programma

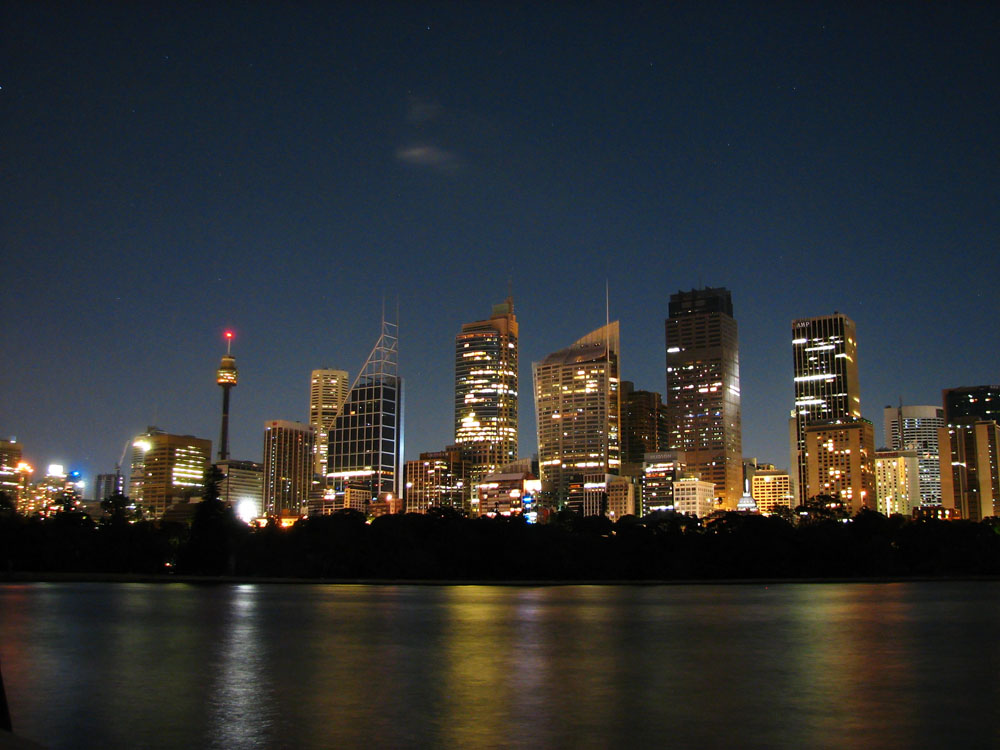
Molti edifici a Sydney si sono uniti all'iniziativa di spegnimento delle luci.

Prima del 2008, San Francisco aveva un programma di spegnimento delle luci che si verificava in ottobre. Per il 2008, è stato spostato al 29 marzo per andare a coincidere con l'Ora della Terra in Australia. Ciò è avvenuto nell'anno in cui Ora della Terra è divenuto evento internazionale e a San Francisco è stato chiesto di essere una città sostenitrice dell'iniziativa. Anziché avere quindi un evento separato, San Francisco ha sostenuto l'iniziativa e tutti gli sforzi per lo spegnimento delle luci sono stati spostati a sostegno dell'evento internazionale Ora della Terra. Dato che questa iniziativa, nel 2008, è avvenuta di sabato, molte scuole superiori della regione di Toronto hanno partecipato spegnendo metà delle luci nelle classi durante l'ultima ora di lezione di venerdì 28 marzo 2008. Nonostante lo slogan di Ora della Terra 2008 sia stato ufficialmente "Vedi la differenza che puoi fare", lo slogan ufficiale trasmesso per radio terminava con la dicitura "Città scura, idea chiara".
Tel Aviv ha programmato l'evento per giovedì 27 marzo 2008 per evitare la coincidenza con lo Shabbat. Dublino ha spostato l'evento tra le 21:00 e le 22:00 a causa della posizione geografica settentrionale.

### Risparmio di energia
Secondo WWF Thailandia, Bangkok ha diminuito l'utilizzo di elettricità di 73,34 megawatt, equivalenti a 41,6 tonnellate di diossido di carbonio. Il Bangkok Post ha invece fornito dati differenti, pari a 165 megawatt risparmiati e 102 tonnellate di diossido di carbonio in meno. Il risultato fu più negativo rispetto a una iniziativa simile sponsorizzata dal comune di Bangkok nel maggio 2007, quando furono risparmiati 530 MW e 143 tonnellate di diossido di carbonio. Toronto ha risparmiato 900 MW di elettricità; comparando il dato alla richiesta energetica appena prima dell'inizio di Ora della Terra, è stato risparmiato il 5% dell'elettricità (8,7% se misurato rispetto a una richiesta media di energia di una notte di marzo).

### Celebrazioni nel mondo
- A Sydney, Australia, la fine dell'ora è stata celebrata con uno spettacolo di fuochi artificiali.[19]
- I palazzi reali danesi (il Palazzo di Amalienborg e il Palazzo di Gråsten) hanno spento le luci al comando della Regina Margherita.[20]
- Nelly Furtado ha tenuto un concerto libero a Nathan Philips Square nel centro di Toronto per celebrare l'Ora della Terra.[21]

## Ora della Terra 2009
L'iniziativa del 2009 si è svolta dalle 20:30 alle 21:30 ora locale del 28 marzo. Hanno partecipato 88 nazioni e più di 4.000 città, con un notevole incremento rispetto alle 35 nazioni partecipanti all'Ora della Terra 2008. La partecipazione di un miliardo di persone era lo scopo dell'Ora della Terra 2009, nel contesto nella Conferenza delle Nazioni Unite sui Cambiamenti Climatici.
Tra i partecipanti del 2009 vi sono stati, per la prima volta, i quartier generali delle Nazioni Unite a New York. L'ONU ha stimato che la propria partecipazione permetterà di risparmiare 102$ in energia.

### Partecipazione
Nazioni che hanno sostenuto l'evento nel 2009:
- Albania
- Argentina
- Australia
- Austria
- Bahrein
- Belgio
- Belize
- Bermuda
- Bielorussia
- Bolivia
- Bosnia ed Erzegovina
- Botswana
- Brasile
- Brunei
- Canada
- Cile
- Cina
- Colombia
- Costa Rica
- Croazia
- Danimarca
- Ecuador
- Egitto
- El Salvador
- Emirati Arabi Uniti
- Figi
- Filippine
- Finlandia
- Francia
- Georgia
- Germania
- Giappone
- Giordania
- Grecia
- Groenlandia
- Guatemala
- Honduras
- Hong Kong
- India
- Indonesia
- Italia
- Kazakistan
- Kenya
- Kuwait
- Lettonia
- Libano
- Malaysia
- Messico
- Moldavia
- Montenegro
- Nicaragua
- Norvegia
- Nuova Zelanda
- Paesi Bassi
- Pakistan
- Panama
- Papua Nuova Guinea
- Perù
- Polonia
- Porto Rico
- Portogallo
- Regno Unito
- Romania
- Russia
- Singapore
- Stati Uniti
- Sudafrica
- Svezia
- Taiwan
- Ungheria
- Vietnam

## Ora della Terra 2010

Ora della Terra 2010: Orto Botanico di Curitiba, Curitiba, Paraná, Sud del Brasile.

L'iniziativa del 2010 si è svolta dalle 20:30 alle 21:30 ora locale del 27 marzo.

## Ora della Terra 2011
L'iniziativa del 2011 si è svolta dalle 20:30 alle 21:30 ora locale del 26 marzo.

## Ora della Terra 2012
L'iniziativa del 2012 si è svolta il 31 marzo, alle 20:30 alle 21:30.

## Ora della Terra 2013
L'iniziativa del 2013 si è svolta dalle 20:30 alle 21:30 ora locale del 29 marzo.

## Ora della Terra 2014
L'iniziativa si è svolta il 29 marzo ha coinvolto 7.000 città in 163 paesi e hanno aderito due miliardi di persone circa

## Ora della Terra 2015
L'iniziativa si è svolta il 28 marzo dalle 20.30 alle 21.30.
A Verona lo stand del WWF era presente in Piazza Brà. È stata spenta l'Arena di Verona.

## Ora della Terra 2016
L'iniziativa si è svolta il 19 marzo dalle 20:30 alle 21:30.

## Ora della Terra 2017
L'iniziativa si è svolta sabato 25 marzo dalle 20.30 alle 21.30.

## Ora della Terra 2018
L'iniziativa si è svolta sabato 24 marzo dalle 20.30 alle 21.30.

## Ora della Terra 2019
L'iniziativa si è svolta sabato 30 marzo dalle 20.30 alle 21.30.

## Ora della Terra 2020
L'iniziativa si è svolta sabato 28 marzo dalle 20.30 alle 21.30.

## Critiche
Sono state mosse delle critiche all'iniziativa sulla sua effettiva riduzione delle emissioni di carbonio, sull'effettiva riduzione del consumo di elettricità e sulla sponsorizzazione dell'evento.

### Misure della riduzione dell'utilizzo dell'elettricità
Secondo i dati di EnergyAustralia, il consumo di elettricità è diminuito del 10,2% durante l'ora rispetto alle aspettative, considerata l'ora, le condizioni atmosferiche e le medie dei consumi degli ultimi quattro anni. L'Herald Sun ha tradotto il dato in "48.613 automobili in meno sulle strade per un'ora".
Il dato del 10,2% è stato contestato in un'analisi dettagliata di David Salomon, uno studente dell'Università di Chicago. Solomon ha utilizzato i dati del consumo di elettricità degli scorsi otto anni per concludere che Ora della Terra ha favorito il calo di consumo solo del 6,33% e, tolti altri fattori potenziali, solo del 2,10%, "statisticamente indistinguibili dallo zero". In alcune aree dell'emisfero boreale, il tramonto si è verificato alle 20:00, diminuendo i vantaggi dell'evento.